# Göteborgs Atlet- och Idrottssällskap
Il GAIS, acronimo di Göteborgs Atlet- och Idrottssällskap (Unione Atletico-Sportiva di Göteborg), è una società polisportiva svedese con sede nella città di Göteborg, meglio nota per la sua sezione calcistica. Milita in Allsvenskan, la massima divisione del campionato svedese.
La sua sezione calcistica vanta in bacheca 4 titoli nazionali e una Svenska Cupen. La squadra, in realtà, avrebbe vinto altri due campionati, nel 1925 e 1927, ma essi non vengono riconosciuti ufficialmente dalla Federcalcio svedese poiché in quel periodo il titolo di campione di Svezia non veniva assegnato.
Lo stadio Gamla Ullevi, che oggi ospita le sue partite interne, ha una capacità di 18800 spettatori.

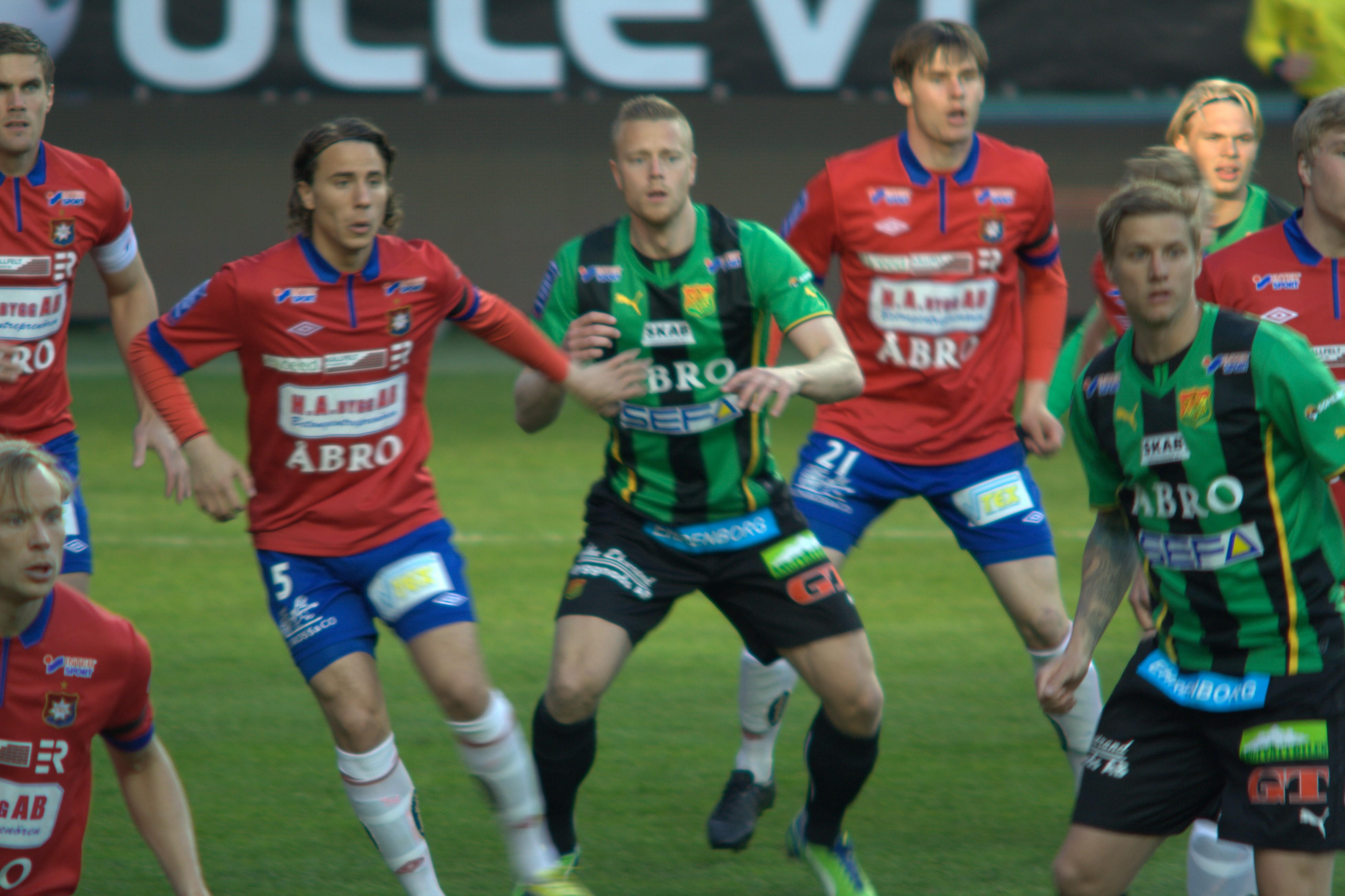
Un derby del 2013 tra Örgryte e GAIS

## Storia
Il club venne fondato l'11 marzo 1894 presso l'Ehdlunds Café, nel centro di Göteborg. In realtà, nelle intenzioni dei fondatori, il club doveva promuovere tutti i tipi di sport, e difatti la prima attività a prendere vita fu la sezione di atletica leggera: la sezione calcistica venne creata solamente nel 1897, e la prima gara ufficiale venne giocata nel 1903 contro i concittadini dell'Örgryte IS.
La prima apparizione del GAIS nel campionato più alto dell'epoca, la Svenska Serien, avvenne nel 1915-16 quando arrivò un quarto posto. Questa competizione tuttavia non assegnava il titolo di campione di Svezia, il quale era riservato ai vincitori della coppa Svenska Mästerskapet. Nel 1919 il club vinse il suo primo campionato nazionale battendo in finale per 4-1 gli stoccolmesi del Djurgården. Il secondo titolo arrivò tre anni dopo, nel 1922, contro un altro avversario di Stoccolma quale l'Hammarby, battuto 3-1.
Nel 1924 fu introdotto un nuovo formato della massima competizione calcistica svedese, ovvero l'Allsvenskan, la quale però non assegnava ancora il titolo di campione nazionale che dal 1924-25 al 1929-30 rimase vacante. La prima edizione dell'Allsvenskan, quella relativa alla stagione 1924-25, fu vinta proprio dal GAIS, così come accadde anche nel 1926-27. Entrambe le affermazioni, appunto, non vennero ufficialmente conteggiate come titoli di campione di Svezia. Il successo nel campionato 1930-31 venne invece considerato ufficialmente come il terzo titolo nazionale della storia neroverde.
Nel corso degli anni '30, a dispetto del decennio precedente, il club ebbe una flessione in termini di risultati, tanto che nel 1938 arrivò una retrocessione. Dopo tre anni trascorsi in seconda serie, il GAIS tornò a militare in Allsvenskan nel 1941-42, chiudendo al secondo posto. Nel 1942 mise in bacheca anche la sua prima e – ad oggi – unica Coppa di Svezia.
Al termine del campionato 1953-54 giunse inaspettato un nuovo titolo nazionale. L'anno seguente, da campioni in carica, i neroverdi si piazzarono terzultimi e retrocedettero. La permanenza nella serie inferiore durò solo un anno, poiché nel 1956-57 il GAIS chiuse quarto in Allsvenskan. Nonostante ciò, il club perse la sua continuità, e da quell'anno in poi fino ad arrivare agli anni 2000 non riuscì mai a rimanere in Allsvenskan per più di cinque anni consecutivi. Ci fu infatti una nuova retrocessione nel 1959 e quattro stagioni in seconda serie, seguite da un breve ritorno in Allsvenskan nel 1965, quindi nuovamente seconda serie. Nel periodo 1966-1975 fu ancora Allsvenskan, ad eccezione dell'annata 1971.
Nel settembre del 1975 arrivò l'esordio in Coppa UEFA: la gara di andata dei trentaduesimi di finale contro i polacchi Śląsk Wrocław fu vinta 2-1 tra le mure amiche, ma al ritorno in Polonia i padroni di casa ribaltarono il punteggio con un 4-2. Qualche settimana più tardi, la Allsvenskan 1975 venne chiusa al penultimo posto con conseguente retrocessione.
Nel 1981 il club, gravato da problemi economici, si piazzò in fondo alla classifica e dovette scendere in terza serie, salvo poi riconquistare la seconda divisione due anni più tardi. Il 1985 vide il GAIS perdere gli spareggi promozione ai rigori, dopo il doppio 0-0 contro il Djurgården.
Nel 1987 la squadra concluse il torneo al primo posto e tornò in Allsvenskan dopo undici anni di assenza. Nello stesso anno giocò anche la seconda finale di Coppa di Svezia della propria storia, terminata però 2-0 in favore del Kalmar. Tra il finire degli anni '80 e l'inizio degli anni '90, il club combatté perlopiù per la salvezza in Allsvenskan, ad esclusione dell'Allsvenskan 1989 in cui venne conseguito un terzo posto, la qualificazione alla semifinale play-off per il titolo e la conseguente qualificazione europea. La retrocessione concretizzatasi a seguito dell'Allsvenskan 1992 coincise con un altro periodo difficile che portò a una discesa in terza serie dopo la stagione 1996. Al termine dell'annata 1998 ci fu un ritorno in seconda serie, un anno più tardi invece arrivo la seconda promozione di fila, che riportò il GAIS in Allsvenskan a seguito degli spareggi promozione contro il Kalmar. Il ritorno nella massima serie fu breve, perché l'Allsvenskan 2000 venne conclusa al penultimo posto, così come un'ulteriore retrocessione arrivò l'anno seguente con il terzultimo posto nella Superettan 2001.
Dopo due anni trascorsi in terza serie ed altrettanti trascorsi in Superettan, i neroverdi guidati dall'allenatore Roland Nilsson ebbero la meglio sul Landskrona BoIS nel doppio spareggio promozione dell'ottobre 2005, e tornarono così in Allsvenskan. Questa parentesi nella massima serie durò per sette stagioni, durante le quali arrivò anche un quinto posto alla fine del campionato 2011. Il torneo 2012 fu invece quello della discesa in Superettan, visti i soli 12 punti ottenuti nelle 30 partite in calendario.
Dal 2013 in poi, per diversi anni, la squadra si piazzò perlopiù nella seconda metà della classifica di Superettan, spesso salvandosi alle ultime giornate. Ciò valse fino al campionato di Superettan 2021, quando il terzultimo posto, unito all'esito negativo del doppio spareggio contro il Dalkurd, ebbe come conseguenza la discesa la retrocessione in Ettan.
La partecipazione alla terza serie nazionale, livello in cui il club aveva militato per l'ultima volta 19 anni prima, rappresentò tuttavia il preludio a una risalita: i giocatori del tecnico Fredrik Holmberg riuscirono infatti sia a vincere il girone sud della Ettan 2022 sia ad arrivare secondi nella Superettan 2023, centrando dunque un doppio salto di categoria nel giro di un biennio. Nell'anno del ritorno nella massima serie, i neopromossi neroverdi riuscirono a chiudere l'Allsvenskan 2024 con un sorprendente sesto posto, chiudendo l'annata come miglior squadra della città di Göteborg essendosi piazzati davanti a Häcken e IFK Göteborg. Fredrik Holmberg venne inoltre premiato come miglior allenatore di quell'edizione del torneo.

## Palmarès

### Competizioni nazionali
- Campionato svedese: 4+2 [13]
  - Campione di Svezia: 1919, 1922, 1930-1931, 1953-1954
  - Allsvenskan senza titolo di Campione di Svezia: 1924-1925, 1926-1927

- Coppa di Svezia: 1

1942
- Svenska Mästerskapet: 2

1919, 1922
- Svenska Serien: 1

1924
- Ettan: 2

1987, 2022
- Division 2: 2

1998, 2003

### Competizioni internazionali
- Coppa Piano Karl Rappan: 1

1990

### Altri piazzamenti
- Campionato svedese:

Secondo posto: 1920-1921, 1922-1923, 1925-1926, 1932-1933, 1933-1934, 1941-1942
Terzo posto: 1927-1928, 1931-1932, 1948-1949
- Coppa di Svezia:

Finalista: 1986-1987
Semifinalista: 1947
- Superettan:

Secondo posto: 2023

## Organico

### Rosa 2020
| N. |                   | Ruolo | Calciatore              |
| -- | ----------------- | ----- | ----------------------- |
| 1  | Svezia (bandiera) | P     | Mathias Karlsson        |
| 2  | Svezia (bandiera) | D     | Charlie Weberg          |
| 3  | Svezia (bandiera) | D     | August Wängberg         |
| 4  | Svezia (bandiera) | C     | Joackim Åberg           |
| 5  | Svezia (bandiera) | D     | Niclas Andersén         |
| 6  | Svezia (bandiera) | D     | Carl Nyström (capitano) |
| 7  | Svezia (bandiera) | C     | Nikola Ladan            |
| 8  | Svezia (bandiera) | C     | Haris Cirak             |
| 10 | Svezia (bandiera) | A     | Mervan Çelik            |
| 11 | Svezia (bandiera) | A     | Julius Lindberg         |
| 12 | Svezia (bandiera) | A     | Richard Yarsuvat        |
| 13 | Svezia (bandiera) | D     | Fredrik Martinsson      |
| 14 | Svezia (bandiera) | C     | Jesper Brandt           |

| N. |                               | Ruolo | Calciatore         |
| -- | ----------------------------- | ----- | ------------------ |
| 16 | Fær Øer (bandiera)            | A     | Meinhard Olsen     |
| 17 | Svezia (bandiera)             | D     | Nuha Jatta         |
| 18 | Svezia (bandiera)             | D     | Boris Lumbana      |
| 19 | Svezia (bandiera)             | A     | Julius Johansson   |
| 20 | Macedonia del Nord (bandiera) | C     | Predrag Ranđelović |
| 21 | Svezia (bandiera)             | D     | Emil Wahlström     |
| 22 | Australia (bandiera)          | C     | Aiden Harvey       |
| 24 | Albania (bandiera)            | D     | Egzon Binaku       |
| 25 | Svezia (bandiera)             | D     | Anton Snibb        |
| 26 | Svezia (bandiera)             | C     | Adam Wästlund      |
| 29 | Svezia (bandiera)             | A     | Donat Zejnullahu   |
| 30 | Svezia (bandiera)             | P     | Erik Westgärds     |
| 33 | Svezia (bandiera)             | P     | Oscar Ekman        |